# Anatolij Boedjak
Anatolij Volodymyrovytsj Boedjak (Oekraïens: Анатолій Володимирович Будяк) (Vinnytsja, 29 september 1995) is een Oekraïens wielrenner.

## Carrière
In de Ronde van de Toekomst van 2015 werd hij, na als veertiende geëindigd te zijn in het eindklassement, positief getest op mesocarb. Hij werd daarop tot 27 februari 2017 geschorst door de UCI.

## Overwinningen
2015
Berg- en jongerenklassement Ronde van Portugal van de Toekomst
2019
1e etappe Ronde van Małopolska
Bergklassement Ronde van Małopolska
2020
Grand Prix Develi
Grand Prix World's Best High Altitude
2021
3e etappe Ronde van Mevlana
Eindklassement Ronde van Mevlana
Proloog en 3e etappe Ronde van Małopolska
Grote Prijs van Kayseri
2022
6e etappe Ronde van Rwanda
Grand Prix Mediterrennean
Grand Prix Gündoğmuş
Grote Prijs van Kayseri
2023
Grote Prijs van Kayseri
4e etappe Ronde van Iran
2025
 Oekraïens kampioen tijdrijden, elite

## Resultaten in voornaamste wedstrijden
|      | \| Jaar \| \| WK op de weg \| \| ---- \| \| ------------ \| \| 2020 \| \| 87e \| \| 2021 \| \| opgave \| \| 2022 \| \| \| \| 2023 \| \| opgave \| |              |
| Jaar | | WK op de weg |
| 2020 | | 87e          |
| 2021 | | opgave       |
| 2022 | |              |
| 2023 | | opgave       |

## Ploegen
- 2014 –  ISD Continental Team
- 2015 –  ISD Continental Team
- 2017 –  ISD-Jorbi Continental Team (vanaf 10 maart)
- 2018 –  Lviv Cycling Team (tot 15 juli)
- 2019 –  Wibatech Merx 7R
- 2020 –  Wibatech Merx 7R
- 2021 –  Spor Toto Cycling Team
- 2022 –  Terengganu Polygon Cycling Team
- 2023 –  Terengganu Polygon Cycling Team
- 2024 –  Terengganu Cycling Team
- 2025 –  Terengganu Cycling Team